# Gochnatia
Gochnatia  es un género  de plantas con flores pertenecientes a la familia de las asteráceas.  Comprende 113 especies descritas y de estas, solo 72 aceptadas.  Son arbustos y subarbustos, casi todos los cuales son nativos de la América tropical. Dos especies solo se pueden encontrar en las montañas del sudeste de Asia.

## Taxonomía
El género fue descrito por Carl Sigismund Kunth y publicado en Nova Genera et Species Plantarum (folio ed.) 4: 15–16. 1820[1818]. La especie tipo es: Gochnatia vernonioides Kunth
Etimología
Gochnatia: nombre genérico otorgado en honor del botánico Frédéric Karl Gochnat, especializado en Cichorieae.

## Especies
Especies
1. Gochnatia angustifolia
2. Gochnatia arborescens
3. Gochnatia arequipensis
4. Gochnatia argentina
5. Gochnatia argyrea
6. Gochnatia attenuata
7. Gochnatia barrosii
8. Gochnatia boliviana
9. Gochnatia calcicola
10. Gochnatia cardenasii
11. Gochnatia cordata
12. Gochnatia cowellii
13. Gochnatia crassifolia
14. Gochnatia cubensis
15. Gochnatia curviflora
16. Gochnatia decora
17. Gochnatia densicephala
18. Gochnatia discolor
19. Gochnatia ekmanii
20. Gochnatia elliptica
21. Gochnatia enneantha
22. Gochnatia floribunda
23. Gochnatia foliolosa
24. Gochnatia gardnerii
25. Gochnatia glutinosa
26. Gochnatia gomezii
27. Gochnatia hatschbachii
28. Gochnatia haumaniana
29. Gochnatia hiriartiana
30. Gochnatia hypoleuca
31. Gochnatia ilicifolia
32. Gochnatia intertexta
33. Gochnatia lanceolata
34. Gochnatia magna
35. Gochnatia maisiana
36. Gochnatia mantuensis
37. Gochnatia masiana
38. Gochnatia microcephala
39. Gochnatia mollissima
40. Gochnatia montana
41. Gochnatia obtusata
42. Gochnatia obtusifolia
43. Gochnatia oligocephala
44. Gochnatia orbiculata
45. Gochnatia palosanto
46. Gochnatia paniculata
47. Gochnatia parvifolia
48. Gochnatia patazina
49. Gochnatia paucifloscula
50. Gochnatia pauciflosculosa
51. Gochnatia picardiae
52. Gochnatia polymorpha
53. Gochnatia pulchra
54. Gochnatia purpusii
55. Gochnatia ramboi
56. Gochnatia recurva
57. Gochnatia rotundifolia
58. Gochnatia rusbyana
59. Gochnatia sagraeana
60. Gochnatia sessilis
61. Gochnatia shaferi
62. Gochnatia smithii
63. Gochnatia sordida
64. Gochnatia spectabilis
65. Gochnatia vargasii
66. Gochnatia velutina
67. Gochnatia vernonioides
68. Gochnatia wilsonii